# Francisco Vargas
Francisco Javier Vargas Peláez (født 25. december 1984) er en mexicansk amatørbokser, som konkurrerer i vægtklassen letvægt. Vargas har ingen større internationale resultater, og fik sin olympiske debut da han repræsenterede Mexico under Sommer-OL 2008. Her blev han slået ud i ottendedelsfinalen af Georgian Popescu fra Rumænien i samme vægtklasse.